# Михась Чарот
Михась Чарот (настоящее имя — Михаил Семёнович Кудзелька, 26 октября (7 ноября) 1896 года, Руденск, Игуменский уезд, Минская губерния Российская империя, ныне Пуховичский район, Минская область — 29 октября 1937, Минск) — белорусский поэт и писатель.

## Биография

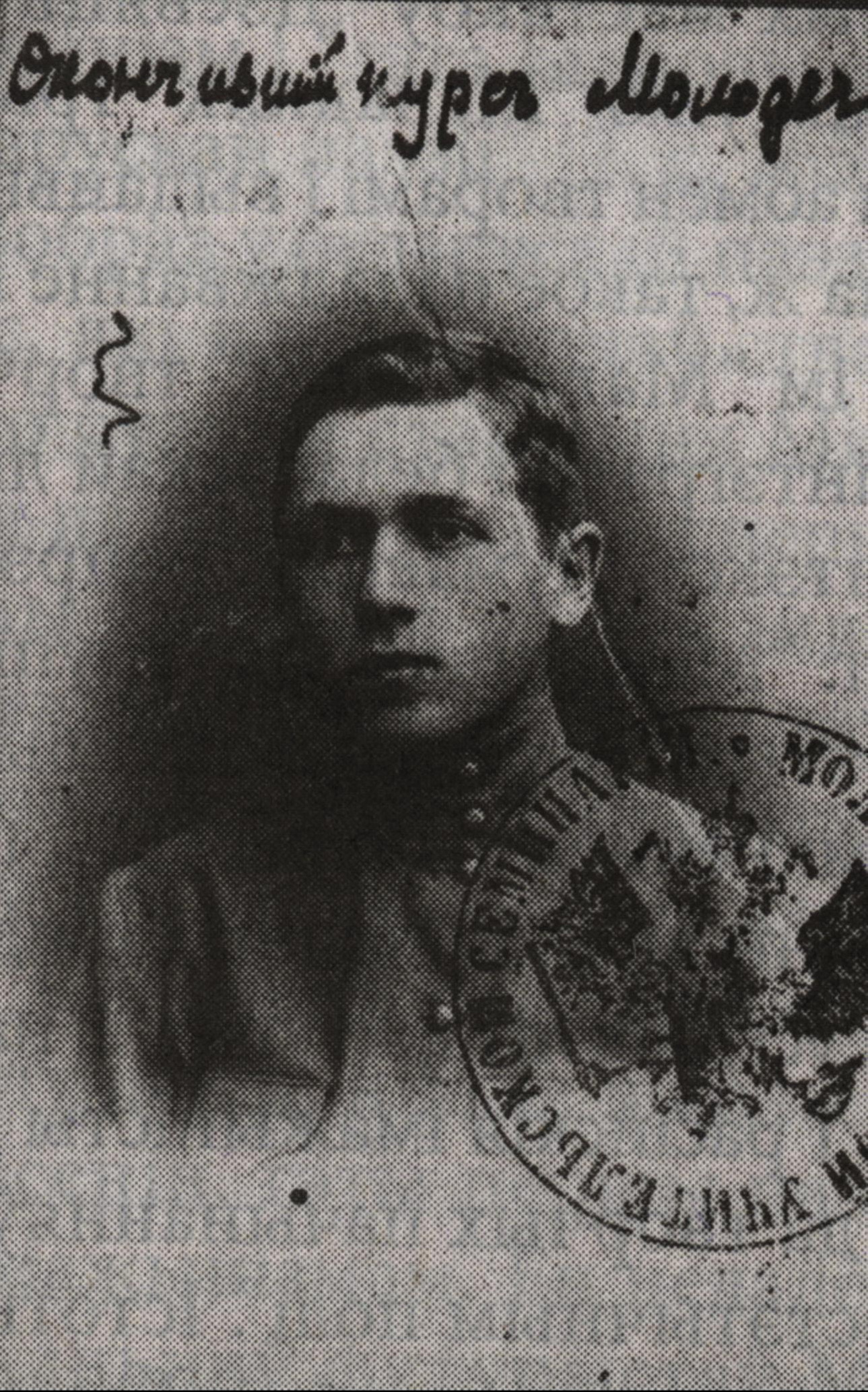
Михась Чарот после окончания учительской семинарии, 1917 год.

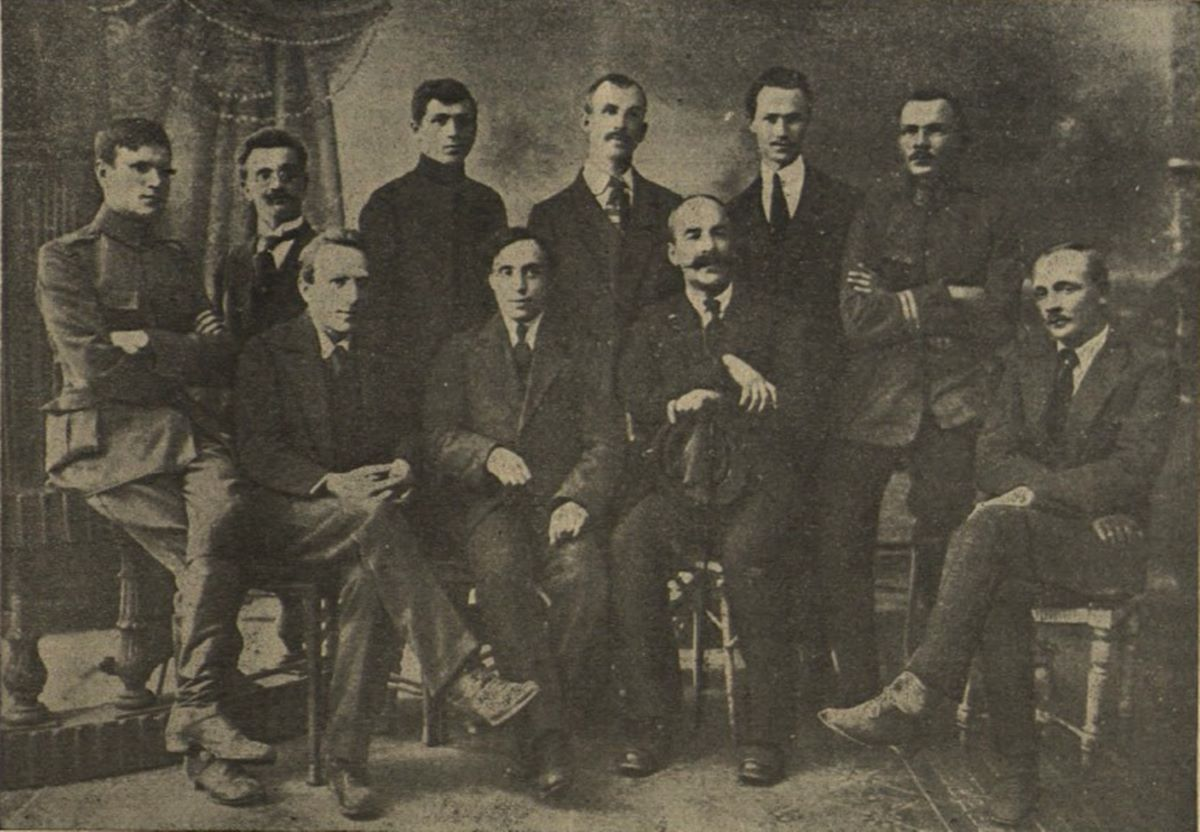
Группа белорусских писателей. Слева направо стоят: Альберт Павлович (Альбэрт Паўловіч), Михась Чарот, Владислав Голубок и Язеп Фарботка (Язэп Фарботка). Май-июнь 1920, Минск. Вероятно, это один из снимков сотрудников и активных корреспондентов журнала «Рунь» после выхода его последнего (10-го) номера.

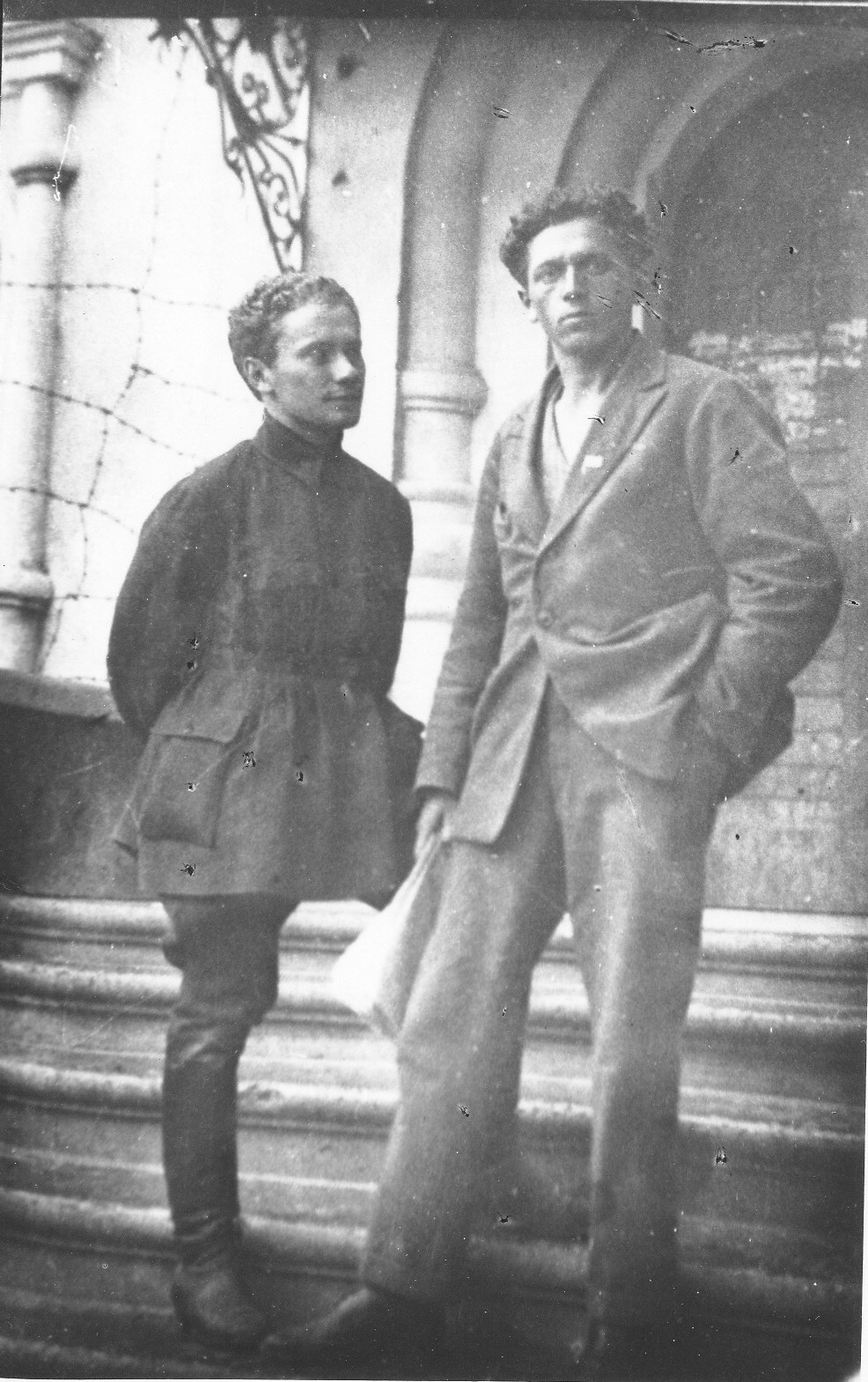
Михась Чарот и Анатоль Вольны
По словам двоюродной сестры Михася Чарота Елены Ивановны Пашенко, первая жена поэта Анна Савич была влюблена в Анатоля Вольного — мужниного приятеля, который некоторое время у него квартировал.

Михась Чарот родился в крестьянской семье. Его дед был ткачом (отсюда и происходит настоящая фамилия писателя — Кудзелька — от слова бел. кудзеля — «кудель») при барском дворе, а бабушка работала кормилицей в барском дворце.
Михаил имел двух братьев и двух сестер: Павла (инженер и домашний педагог), Александра (агроном), Марию (повариха) и Анастасию (актриса).
Двоюродный брат Михася Чарота, Иосиф Кудзелька, был начальником управления по охране авторских прав при СП БССР, второй, Иван Кудзелька, занимал пост народного комиссара финансов БССР.

### Образование и профессиональная деятельность
Начальное образование Чарот получил у наёмного учителя и в Титвянском двухлетнем училище. В 1913—1917 учился в учительской семинарии в Молодечно. Во время Первой мировой войны семинарию эвакуировали в Смоленск, где прошли два последних года обучения Михася Чарота. После выпуска был мобилизован в армию.
Служил офицером запасного полка в Кузнецке, там вместе с другими офицерами-белорусами пытался создать белорусский кружок. Во время Гражданской войны и интервенции установил связь с подпольными революционными организациями в Белоруссии, работал в повстанческом комитете и занимался организацией повстанческих отрядов.
Весной 1918 года вернулся в Минск, где начал преподавать в белорусской школе; поступил в БГПУ. Пел в хоре Владимира Теравского при «Белорусской хатке» (имел хороший баритон), был главой труппы «Молодой месяц», исполнял роли в труппе Владислава Голубка.
В 1919 году стал членом Белнацкома и созданного при нём Военного совета. Был одним из организаторов Белорусской коммунистической организации (бел. Беларуская камуністычная арганізацыя), которая образовалась в январе 1920 года из членов «Молодой Беларуси». В 1920 году вступил в ВКП(б). С 1920 сотрудник, в 1925—1929 годах — редактор газеты «Савецкая Беларусь».
В 1923 году принял участие в создании литературного объединения «Маладняк» (имел членский билет № 1), из которого вышел в конце 1927 года. Некоторое время был членом объединения «Полымя», затем вступил в Белорусскую ассоциацию пролетарских писателей.
В 1922—1924 годах кандидат в члены, в 1924—1931 — член ЦИК БССР. В 1924 году учился в Москве в Государственном институте журналистики.
В 1927 году в командировке Наркомпроса вместе с Тишкой Гартным и Михасем Зарецким побывал в Латвии, Германии, Франции и Чехословакии. В 1927 году принадлежал к правлению Белорусского общества культурных связей с зарубежьем. В 1930-х работал заведующим литературного сектора Государственного издательства БССР, консультантом в кабинете молодого автора Союза писателей БССР. Посвятил фигурантам дела «Союза освобождения Беларуси» стихотворение «Суровый приговор подписываю первым…» (бел. Суровы прыгавор падпісваю першым), в котором осуждал их за нацдемовщину. Член Союза писателей СССР (с 1934).

### Арест
Арестован 24 января 1937 года в Минске. Сидел в одной камере с поэтом Юркой Лявонным (бел. Юрка Лявонны). Осуждён внесудебным органом НКВД 28 октября 1937 года как участник «контрреволюционной соцдемовской организации» к ВМН с конфискацией имущества. Последний стих «Присяга» (о личной невиновности) записал на стене минской внутренней тюрьмы НКВД, где его увидел и запомнил Николай Хведарович: «в 1939 году я был переведён в одиночную камеру. Внимательно осмотрел стены в поисках надписей — и вот в углу прочитал текст стихотворения, нацарапанный чем-то острым на стене. Это была последняя встреча с моим любимым поэтом и другом Михасем Чаротом. Годами я хранил эти его слова в сердце». Прозаик и поэт Моисей Седнёв (бел. Масей Сяднёў) в своем романе «Роман Корзюк» упоминал, как измученного Чарота намеренно спаивали, чтобы у него, бесчувственного, выпытывать новые имена «предателей». После допросов и пыток он признал себя виновным. Расстрелян в ночь с 29 на 30 октября 1937 года. Советские источники указывают дату смерти 14 декабря 1938 года, не упоминая о расстреле.
Реабилитирован военной коллегией Верховного суда СССР 8 декабря 1956 года. Личное дело М. Чарота № 8153-с с фотографией хранится в архиве КГБ Беларуси.

### Личная жизнь и родственники
Был дважды женат, воспитывал четырёх детей: Вячеслава, Светлану, Зинаиду и Елену. Вторую жену, братьев и их семьи также осудили.

## Творчество
Писать начал в тринадцатилетнем возрасте. Первые поэтические попытки Чарота относились ко времени учёбы в семинарии и не сохранились. Печатался с 1918 (по другим данным — с 1919 года), его стихи «Под крестом» (бел. Пад крыжам), «Звон» (бел. Звон), «Песня белоруса» (бел. Песня беларуса) появились в газетах «Беларусь», «Звон»; позже эти и другие стихи вошли в сборник «Метель» (1922 год, первая книга Чарота). Использовал несколько псевдонимов, один из которых — Чарот (переводится как «камыш») стал самым распространённым.
Начальный этап творчества отмечен национально-патриотическим звучанием. В стихотворении «Жертвую белорусскому хору Теравского» (бел. Ахвярую беларускаму хору Тэраўскага) поэт призывал к пробуждению края, считал, что в основе духовного и исторического возрождения народа должно быть национальное самосознание. В стихотворении «На пути возрождения» (бел. На шляху адраджэння) попытался заглянуть в будущее и предчувствовал трудный путь и большие жертвы.
После 1921 года национально-патриотические мотивы уступают место революционно-пролетарским, в творчестве доминирует мотив противопоставления прошлой нищей жизни под гнётом новой радостной, которая наступила с победой революции. В стихотворении «Танцы на кладбище» (бел. Скокі на могілках) прошлое предстаёт в образе сплошных кладбищ, на которых происходит пролетарская оргия, актом вандализма происходит надругательство над историей Белоруссии. Поэтическую версию революции на родине Чарот изложил в поэме «Босые на пожарище» (бел. Босыя на вогнішчы, 1922), где показал, что события в Белоруссии были отголоском русских революционных событий. В поэме-фантазии «Краснокрылый прорицатель» (бел. Чырванакрылы вяшчун, 1923) автор создал художественную идеализацию образа «всемирной коммуны» и описал полёт на аэроплане над разными странами как миссию распространения освобождённого огня революции. В поэме «Ленин» (бел. Ленін, 1924) в апологетическом стиле прославлял вождя пролетарской революции. Поэма «Беларусь лапотная» (бел. Беларусь лапцюжная, 1924) показывает послереволюционное обновление жизни, сближение города и деревни. В поэме «Марина» (бел. Марына, 1925) изображена героическая революционная борьба времен гражданской войны на фоне романтической, фольклорно идеализированной любви. В поэме «Корчма» (бел. Карчма, 1925), посвященной Янке Купале, тема прошлого и настоящего Белоруссии приобретает неожиданные очертания: лирический герой, несмотря на социальное перерождение страны, скорбит, прощаясь с её прошлым. Сборник стихов «Солнечный поход» (бел. Сонечны паход, 1929) отмечен новой темой контраста: мрачный Запад, где в плену тяжёлого труда прозябают рабочие — и счастливая пролетарская страна.

Чего хотели вы? Кто дал вам право

Рабочих белорусских кровью торговать?

Пришла на вас суровая расправа,

Заставим пред судом вину признать.

(…)

Вы спрятались под веником, как мыши,

Чтобы снова выползти в свободные загоны,

Вы грёзили взобраться на вершину

И диктовать нам хищные законы.

Наш смелый шаг — вершина задрожала,

Закон наш диктатура труда пишет

«Суровый приговор подписываю первым».
Оригинальный текст (бел.)
Чаго вы хацелі? Которое мели права

Крывею гандляваць працоўных Беларуси?

Прыйшла на вас суровая расправа,

Перад судом вину прызнаць прымусім.

(...)

Вы прытаіліся пад венікам, как мышы,

Каб зноў паўзьці на вольныя загоны,

Вы марылі ўзабрацца на ўзвышша

И дыктаваць драпежныя законы.

Наш сьмелы шаг - узвышша затраслося,

Законы пешая дыктатура працы.

«Суровы прыгавор падпісваю першым»

В сборнике новелл «Весноход» (бел. Веснаход, 1924) Михась Чарот утвердился как мастер прозы, создал психологически глубокие характеры героев; белорусская действительность 1920-х годов показана с юмором, местами довольно апологетическим. «Свинопас» (бел. Свінапас, 1923-24) — это романтизированная и героизированная приключенческая повесть о событиях гражданской войны (по этому произведению автор вместе с Юрием Таричем написал сценарий первого белорусского художественного фильма «Лесная быль» — поставлен в 1926).
Музыкальная драма «На Купала» (бел. На Купалле) (написана в 1921, не сохранилась, её поставил БДТ-1; восстановленный текст опубликован в 1982), водевиль «Никитин лапоть» (бел. Мікітаў лапаць, опубликован 1923, поставлен Первым белорусским обществом драмы и комедии; роль Никиты исполнял автор), другие постановки, детские пьесы «Данилка и Олеська» (бел. Данілка і Алеська, 1920), «Пастушки» (бел. Пастушкі, 1921) принесли Михасю Чароту признание как драматургу. Опубликовал пьесы «Дожинки» (англ. Дажынкі) и «Сон на болоте» (бел. Сон на балоце) в 1924 году.
В 1930-х годах Чарот фактически отошёл от литературной деятельности. Стихом «Суровый приговор подписываю первым» присоединился к публичному осуждению репрессированных белорусских писателей. Немногочисленные стихи теряют художественную новизну, превращаются в примитивные агитки. Из стихотворений этого периода выделяется «Лирический эскиз», который звучал как полемическое самооправдание. Последним произведением стало стихотворение «Присяга».
По тексту пьесы «На Купала» написано либретто оперы Владимира Теравского «Цветок счастья» (бел. Кветка шчасця). Соавтором этого композитора стал Алексей Туренков, который внёс в «Цветок счастья» существенные изменения.

### Произведения

#### Поэзия
- 1922 — «Метель» (бел. Завіруха), сборник
- 1922 — «Босые на пожарище» (бел. Босыя на вогнішчы), поэма
- 1925 — «Избранные стихи» (бел. Выбраныя вершы)
- 1926 — «Корчма» (бел. Карчма), «Ленин» (бел. Ленін), «Марина» (бел. Марына), поэмы
- 1927 — «Беларусь лапотная» (бел. Беларусь лапцюжная), поэма
- 1927 — «Краснокрылый прорицатель» (бел. Чырванакрылы вяшчун), поэма-фантазия
- 1928 — «Поэмы» (бел. Паэмы)
- 1929 — «Солнечный поход» (бел. Сонечны паход)
- 1935 — «Избранные стихи и поэмы» (бел. Выбраныя вершы і паэмы)
- 1933—1936 — Сочинения в 3 томах
- 1958 — Произведения в 2 томах
- 1967 — «Избранные стихи и поэма» (бел. Выбраныя вершы і паэма)
- 1982 — «Избранное» (бел. Выбранае)
- 1986 — «В солнечном походе» (бел. У сонечным паходзе), стихи и поэмы

#### Проза
- 1924 — «Весноход» (бел. Веснаход), сборник рассказов
- 1926 — «Избранные рассказы» (бел. Выбраныя апавяданні)

#### Пьесы
- «Никитин лапоть» (бел. Мікітаў лапаць) — издана и поставлена в 1923
- «Дожинки» (бел. Дажынкі) — в 1924
- одноактная пьеса «Сон на болоте» (бел. Сон на балоце) — в 1924
- детская пьеса «Данилка и Олеська» (бел. Данілка і Алеська) — в 1925
- музыкальная драма «На Купала» (бел. На Купалле) (поставлена в 1921, восстановленный текст издан в 1982)

#### Экранизации
- 1926 — Лесная быль (по мотивам повести «Свинопас») (реж. Юрий Тарич, «Белгоскино»)

### Критика

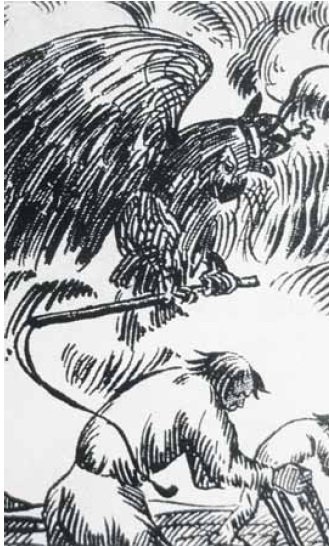
Михась Филиппович (Міхась Філіповіч). Иллюстрация к поэме «Босые на пожарище».

Исследователи называют Михася Чарота одним из лидеров белорусской советской литературы 1920-х годов. Его творчество отразило собой романтические порывы, противоречия и большие иллюзии своего времени. Вместе с тем, оценка творчества Михася Чарота среди современников никогда не была однозначной. Иосиф Пуща (бел. Язэп Пушча), рецензируя поэму «Ленин» (1926), критиковал её за «оловянно-лёгкие и гранитно-восковые» стилистические приёмы, которые «с медвежьей ловкостью вращаются в гуще многоточий, заслоняя собой смысл тех явлений, которые должны были передать». Также рецензент упрекал Михася Чарота в бессодержательности произведений.
Иную позицию занял Максим Горецкий, который считал творчество Чарота конгломератом достижений и упущений послеоктябрьской литературы в целом, а самого автора талантливым, однако противоречивым. Критик констатировал, что Михась Чарот имеет большой природный талант и, несмотря на все недостатки, он «лучший в белорусской литературе песенник Октябрьской революции». «Шесть поэм» Михася Чарота Горецкий называет «лучшим в белорусской пролетарской поэзии».
Адам Бабареко в статье «Лирика Михася Чарота» (Маладняк, 1925, № 9) отметил гиперболизацию как один из излюбленных художественных средств поэта. Главным выводом статьи было то, что «Чарот первый на белорусских землях осуществил на практике марксистский взгляд на литературу как на оружие классовой борьбы». Критик из ковенского журнала «Крывіч» (1923), признавая за Чаротом большой талант, упрекал поэта за язык произведений, засорённый варваризмами, и выразил мнение, что в этих произведениях «в основном преобладает нудное перефразирование коммунистических листовок», а не глубинное проникновение в суть глобальных исторических событий.
По Николаю Мищенчуку, всё написанное о Михасе Чароте после 1928 года — это односторонняя, идеологизированная оценка, которую давали последователи социалистического реализма в его сталинской трактовке Это определённо сказалось в том, что произведения «Корчма» (бел. Карчма), «На пути возрождения» (бел. На шляху адраджэння), «Бурелом» (бел. Буралом), «Под крестом» (бел. Пад крыжам), «Из современных настроений» (бел. З сучасных настрояў), «Вечная буря» (бел. Вечная бура) не вошли в издание 1930—1980 гг. из-за расхождения трагедийных, философско-медитативные настроений в этих произведениях с разрекламированным критиками оптимизмом поэта.
В июне 1924 известный русский поэт, прозаик и киносценарист Матвей Ройзман (1896—1973) в статье «Белорусский имажинизм» (журнал «Гостиница для путешествующих в прекрасном», № 4) причислил Михася Чарота к зачинателям белорусского имажизма:
М. Чарот (может быть бессознательно) положил начало белорусскому имажинизму. Он умеет совместить современные темы с необыкновенным подъёмом лиризма; умеет попросту рассказать и о польско-немецкой оккупации, и о революции, и о Ленине, и о крестьянине Никите: образ у него законченный, крепкий

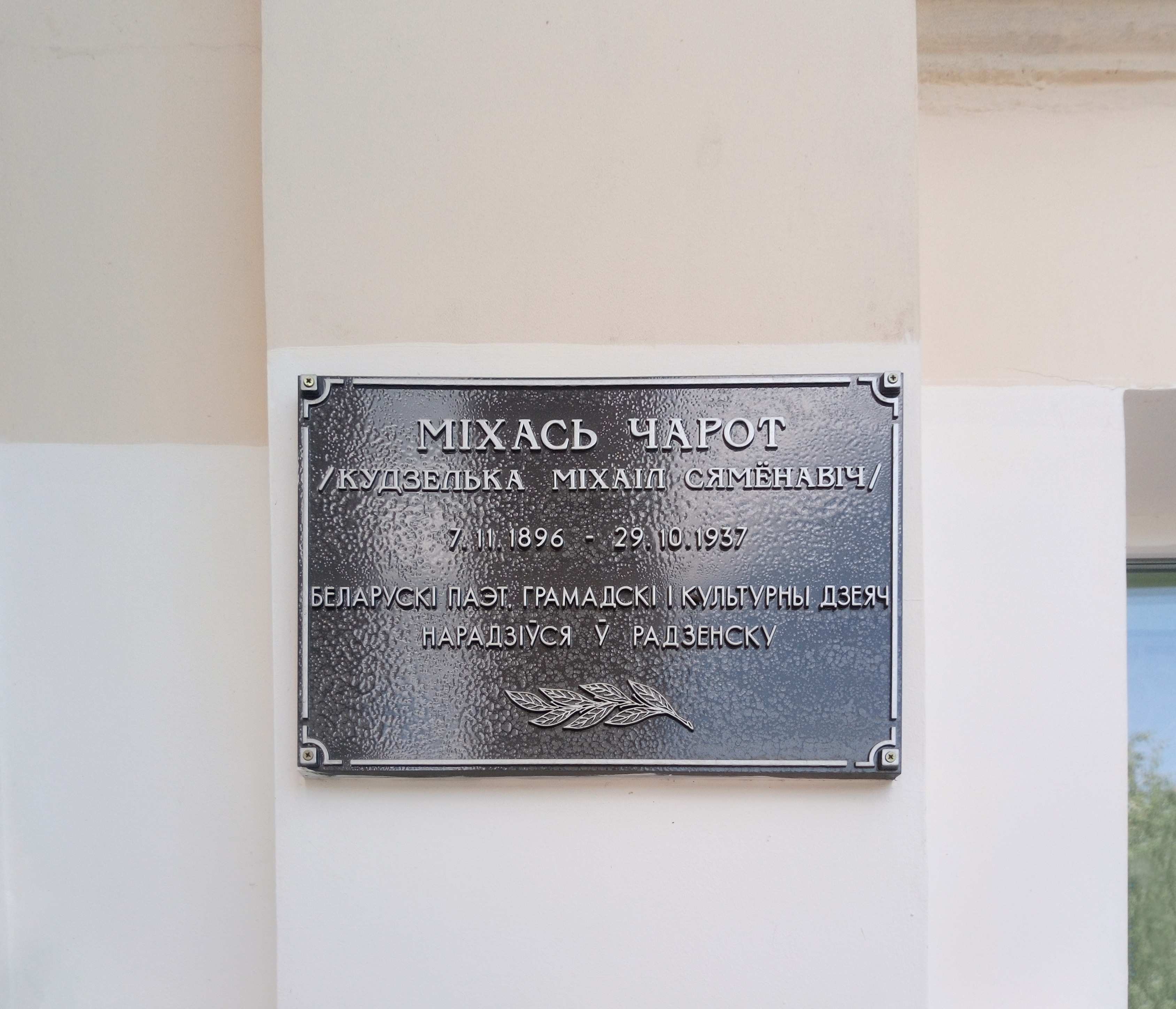
Памятная доска в честь Михася Чарота в Руденске.

По В. Жибулю (бел. Віктар Жыбуль), черты поэтики имажизма, связанные с традициями белорусского народного творчества, заметны в ряде стихотворений М. Чарота 1922—1924 гг. («Весну пою» / «Вясну пяю», «Я опять — где поле колосьями…» / «Я зноў — дзе поле каласамі…», «Красные веснушки» / «Чырвоныя вяснянкі», «Весенний балаган» / «Вясенні балаган», «Зазеленело, зазеленело…» / «Зарунела, зарунела…», «Комсомолия» / «Камсамолія», «Лениномайское» / «Ленінамайскае»).

## Память
- Именем Михася Чарота названы улицы в Минске (1989), Гродно, Молодечно (1974) и Руденске.
- В 1996 году именем поэта назвали Руденскую поселковую библиотеку[31].
- Памятная доска в честь Михася Чарота в Руденске. Установлена на Доме культуры.
- К 100–летнему юбилею писателя РУП «Белпочта» выпустила конверт (художник Виктор Сташчанюк).
- В 2021 году был выпущен маркированный конверт, посвященный к 125-летию со дня рождения писателя (дизайн конверта Светлана Цырулик).

### На русском
- Избранное : [Стихи, поэмы, рассказы, пьеса. Для сред. и ст. шк. возраста] / Михась Чарот; [Сост. и авт. предисл. В. Гниломедов]. — Минск : Юнацтва, 1982. — 221 с. : портр.; 20 см. — (Шк. б-ка).
- Зеленеет : Для голоса с ф.-п. / Текст Михась Чарот; Пер. с белорус. М. Светлова; Авт. муз. Вячеслав Волков. — М. : Гос. муз. изд-во, 1934. — 3 с.
- Стихотворения. Поэмы [Текст] : Пер. с белорус. / [Вступ. статья М. Яроша]. — Москва ; Ленинград : Гослитиздат. [Ленингр. отд-ние], 1961. — 199 с.
- ЧАРОТ Михась // Новый энциклопедический словарь. — М. : Большая Рос. Энцикл. : Рипол Классик, 2000. — 1455 с.

### На белорусском
- Багдановіч И. Міхась Чарот // Гісторыя беларускай літаратуры XX вв. Мн.. 1999. Т. 2.
- Багдановіч И. Авангард и традыцыя: Беларуская паэзія на хвале нацыянальнага адраджэння. Мн.. 2001.
- Ярош М. Міхась Чарот: Нарыс жыцця і творчасці. Мн., 1963.
- Ярош М. Міхась Чарот. Мн., 1966.
- Маракоў Л. В. Рэпрэсаваныя літаратары, навукоўцы, работники асветы, грамадскія и культурныя дзеячы Беларусі, 1794—1991. Энц. даведнік. В 10 т. — Т. 2. — Мн:, 2003. ISBN 985-6374-04-9.
- Маракоў Л. В. Рэпрэсаваныя літаратары, навукоўцы, работники асветы, грамадскія и культурныя дзеячы Беларусі, 1794—1991. Энц. даведнік. В 10 т. — Т. 3. Кн. 2. — Мн:, 2003. ISBN 985-6374-04-9.
- Чарот Міхась // Беларускія пісьменнікі (1917—1990): Даведнік; Состав. А. К. Гардзіцкі. Нав. рэд. А. Л. Верабей. — Мн.: Мастацкая літаратура, 1994. — 653 с.: ил. ISBN 5-340-00709-X.
- Беларуская энцыклапедыя: У 18 т. Т. 17: Хвінявічы — Шчытні / Рэдкал.: Г. П. Пашкоў і інш. — Мн. : БелЭн, 2003. — Т. 17. — С. 244. — 10 000 экз. — ISBN 985-11-0035-8. — ISBN 985-11-0279-2 (т. 17).
- Энцыклапедыя гісторыі Беларусі. У 6 т. Т. 6. Кн. 2: Усвея — Яшын; Дадатак / Рэдкал.: Г. П. Пашкоў (галоўны рэд.) і інш.; Маст. Э. Э. Жакевіч. — Мн. : БелЭн, 2003. — С. 148. — 10 000 экз. — ISBN 985-11-0276-8.
- Чарот Міхась // Культура Беларусі: энцыклапедыя / рэдкал.: Т. У. Бялова (гал. рэд.) [і інш.]. — Мн.: Беларус. Энцыкл. імя П. Броўкі. — Т. 6. — С. 442. — 3 000 экз. — ISBN 978-985-11-0495-2.
- Энцыклапедыя літаратуры і мастацтва Беларусі: У 5-і т. / Рэдкал.: І. П. Шамякін (гал. рэд.) і інш.. — Мн.: БелСЭ, 1987. — Т. 5. Скамарохі — Яшчур. — С. 517. — 703 с. — 10 000 экз..
- Чарот Міхась // Беларускія пісьменнікі: Біябібліяграфічны слоўнік. У 6 т. / пад рэд. А. І. Мальдзіса. — Мн.: Беларуская Энцыклапедыя, 1995. — Т. 6. Таталаў — Яфімаў. Дадатак. — С. 268. — 684 с.; іл.. — ISBN 985-11-0022-6.
- Рэпрэсаваныя літаратары, навукоўцы, работнікі асветы, грамадскія і культурныя дзеячы Беларусі. Энцыклапедычны даведнік у 10 тамах (15 кнігах). Т. 2 / Укладальнік Л. У. Маракоў. — Смаленск, 2003..
- Рэпрэсаваныя літаратары, навукоўцы, работнікі асветы, грамадскія і культурныя дзеячы Беларусі. Энцыклапедычны даведнік у 10 тамах (15 кнігах). Т. 3. Кніга 2 / Укладальнік Л. У. Маракоў. — Мн., 2005..